# Rottenbiller park
Le Rottenbiller park (en français : « parc Rottenbiller ») est un jardin public du 10e arrondissement de Budapest, dans le quartier d'Óhegy. 